# Estación de Llubí
Llubí es una estación ferroviaria situada en el municipio español homónimo en la isla de Mallorca. Propiedad del Gobierno de las Islas Baleares, dispone de servicios de cercanías formando parte de la línea T2 operada por Servicios Ferroviarios de Mallorca (SFM).

## Situación ferroviaria
La estación, que se encuentra a 63 metros de altitud, forma parte de los trazados de las siguientes líneas férreas:
- Línea férrea de ancho métrico Palma - La Puebla, punto kilométrico 38,2.[3] Este kilometraje es el que predomina en la señalización.
- Ramal de ancho métrico Son Bordils (Enllaç) - La Puebla, punto kilométrico 4,592.[2]

En ambos casos el trazado es de vía única y está electrificado.

## Historia

### Primeros años
En octubre de 1876, semanas después de haber finalizado los estudios previos del tramo Inca-Sinéu, se iniciaron los del ramal hacia La Puebla, que se completaron en el mes de diciembre. El 17 de enero de 1878 se declaró obra de utilidad pública y en mayo comenzaron las obras. Estas tuvieron algunos retrasos por culpa de los problemas ocasionados por las expropiaciones y porque la compañía tuvo que completar directamente la explanación del último tramo, debido a la lentitud con la que el contratista ejecutaba las obras. La construcción se prolongó hasta finales del verano.
La estación fue inaugurada el 24 de octubre de 1878 con la puesta en marcha del ramal Empalme–La Puebla derivado de la línea Palma de Mallorca - Manacor. Su explotación inicial quedó a cargo de la Compañía de los Ferrocarriles de Mallorca quien también se hizo con la totalidad de la red ferroviaria mallorquina a excepción del Ferrocarril de Sóller. Inicialmente el ancho de la vía era de tres pies (914 mm). En 1941, al no ser la línea de ancho ibérico, la estación no fue nacionalizada y transferida a la recién creada RENFE, sino que pudo conservar su autonomía, al menos durante una década.  

### Bajo EFE y FEVE
El 1 de agosto de 1951 las líneas de los Ferrocarriles de Mallorca se nacionalizan y pasan a ser gestionados por Explotación de Ferrocarriles por el Estado (EFE). En 1956 comenzaron a circular los primeros automotores Ferrostaal traídos de Alemania. Fueron cuatro unidades de un solo coche que estuvieron en servicio hasta que fueron destruidas por un incendio diez años más tarde. El patrimonio ferroviario de Ferrocarriles de Mallorca quedó incorporado definitivamente al estado en 1959. EFE inició un proceso de sustitución de la tracción vapor por diésel, que supuso la eliminación de la tracción a vapor, cuyo último servicio aconteció el 12 de diciembre de 1964. Sin embargo, con la creación de FEVE la explotación quedó a cargo de nueva compañía estatal en 1964. En 1980, Ferrocarriles Españoles de Vía Estrecha (FEVE) inició un plan para renovar la estructura de la red. El primer cambio introducido fue la sustitución del ancho de vía de yarda inglesa (914 mm) a ancho métrico (1000 mm). La renovación de la vía solo contempló el tramo Palma de Mallorca-Inca, por lo que las estaciones de Empalme, Llubí, Muro y La Puebla fueron clausuradas el 28 de febrero de 1981, alegando falta de rentabilidad económica.

### Bajo SFM
El 31 de marzo de 1994 la gestión de FEVE se traspasa al gobierno balear, por medio de los Serveis Ferroviaris de Mallorca (SFM) fundados el 14 de enero de ese mismo año. En 1998 el Gobierno de las Islas Baleares inició las obras de reapertura de la línea de tren de Inca a La Puebla, restableciendo el servicio el 27 de diciembre de 2000. Con esta reapertura de la estación, el antiguo ancho de tres pies fue reconvertido en ancho métrico (1000 mm) o 3' 32/5". Desde su reapertura la estación la gestiona Serveis Ferroviaris de Mallorca (SFM) que explota un total de 77 kilómetros de vías en ancho métrico. En octubre de 2018 llegó la electrificación a la estación.

## La estación
En diciembre de 1876 el Ayuntamiento de Muro solicitó a la Compañía de los Ferrocarriles de Mallorca que el trazado de la vía se acercara más a su población. Para ello sería necesario construir un viaducto sobre el torrente de Vinagrella, similar al ya existente en la línea de Manacor, que permitiría a la línea acercarse más a los núcleos urbanos pero que supondría la construcción de un segundo viaducto para regresar a La Puebla. La demanda ferroviaria prevista no era lo suficientemente grande como para justificar esa inversión, por lo que se rechazó la propuesta. Este ahorro constructivo supuso después una desventaja, puesto que las estaciones de Llubí y Muro quedaron a 1700 y 2100 metros respectivamente de sus núcleos urbanos, lo que obligó a construir un enlace por carretera.
Inicialmente sólo se construyó una simple caseta de madera para la compra de billetes, pero al año siguiente se inició la construcción del edificio de viajeros. Éste es de los más pequeños de la línea con una sola planta y tejado tejado a cuatro aguas. Las instalaciones de la estación contaban con un muelle de carga y una casa de dos plantas. En 1882 se instaló una fábrica de aguardientes y un muelle de carga, ya desaparecido. 
La estación, llegó a contar con un edificio de viajeros, una cochera para el autobús, una caseta para la brigada de Vías y Obras y dos muelles de mercancías, uno de ellos estaba situado al lado de las cocheras y estaba destinado al vino que se elaboraba en la zona, habiendo sido rehabilitados. Las mercancías que se transportaban principalmente eran las alcaparras, algarrobas, y las almendras, que se enviaban desde Llubí, y se traían desde Palma abonos, fertilizantes, y el alcohol para las destilerías que se encontraban en el municipio.
La estación consta de dos vías, la general y una derivada a la izquierda de ésta. Hay un único andén central funcional que se sitúa entre estas dos vías, con una marquesina metálica que lo cubre parcialmente. El acceso al andén se realiza a través de un paso a nivel sobre la vía general. Existe una conexión por carretera con el núcleo urbano de la población, desde donde pueden alcanzarse otros destinos en autobús.

## Servicios ferroviarios

### Cercanías
La estación forma parte de las líneas de la red de Servicios Ferroviarios de Mallorca siendo la terminal norte de la T2 de SFM. La frecuencia varía entre un tren cada cuarenta minutos a una hora. La frecuencia se reduce a un tren cada hora en sábados, domingos y festivos. El servicio se presta con unidades de la serie 81 de SFM, fabricados por CAF.
Algunos servicios no efectúan parada entre Marrachí y Palma. Éstos se prestan con unidades de la serie 91 de SFM, de piso bajo. Estaban pensados para el proyectado tren-tram de Manacor a Artá, pero al descartase el proyecto se usaron para este servicio.
| procedencia/destino | < estación | Línea | estación > | destino/procedencia |
| ------------------- | ---------- | ----- | ---------- | ------------------- |
| Palma de Mallorca   | Empalme    |       | Muro       | La Puebla           |